# コキンボ州

コキンボ州
IV Región de Coquimbo

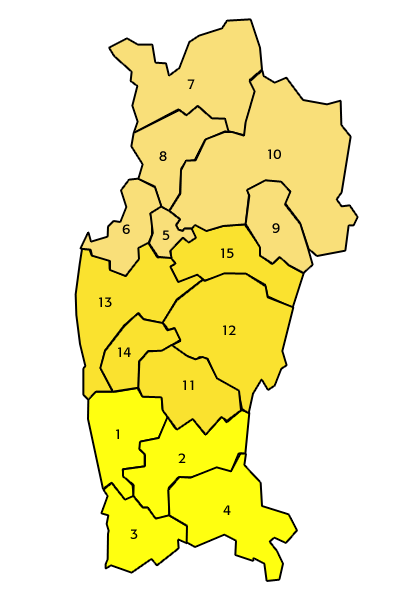
行政区

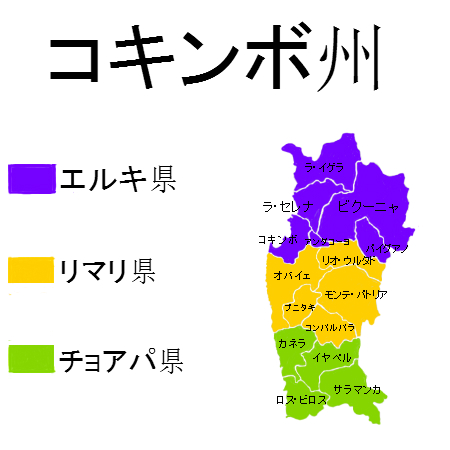
コキンボ州の地図

コキンボ州（Región de Coquimbo）＝IV州（第四州）は、チリ共和国の中部の州である。州都は、ラ・セレーナ（La Serena）。面積は40,579.9 km²、人口は757,586人（2017年国勢調査）。

## 地理
北でアタカマ州（III州）、南でバルパライソ州（V州）と隣接する。東はアルゼンチン国境、西は太平洋に面している。
ラ・セレーナ市とコキンボ市は地理的に隣接しており、経済的にも一つの都市として機能している。

## 隣接州
- アタカマ州
- サンフアン州
- バルパライソ州

## 行政区分
エルキ県とリマリ県とチョアパ県の三つの県から構成される。